# Haundorf
Haundorf là một đô thị tại huyện Weißenburg-Gunzenhausen, bang Bayern, Đức.